# Rohrdamm (metropolitana di Berlino)
La stazione di Rohrdamm è una stazione della metropolitana di Berlino, sulla linea U7.
È posta sotto tutela monumentale (Denkmalschutz).

## Storia
La stazione di Rohrdamm fu progettata come capolinea nord-occidentale del prolungamento della linea 7 dall'allora capolinea di Richard-Wagner-Platz; tale tratta venne aperta all'esercizio il 1º ottobre 1980. Il 1º ottobre 1984 la linea venne ulteriormente prolungata verso ovest, in direzione di Rathaus Spandau.
Nel 2017 la stazione, insieme ad altre sei stazioni della stessa linea, venne posta sotto tutela monumentale (Denkmalschutz) quale importante esempio di architettura postmoderna.